# Willy Peter Stoll
Willy Peter Stoll (* 12. Juni 1950 in Stuttgart; † 6. September 1978 in Düsseldorf) war ein Terrorist der Rote Armee Fraktion (RAF). Er gilt als einer der Entführer von Hanns Martin Schleyer.

## Leben
Stoll wurde 1950 als Kind einer in Stuttgart-Vaihingen ansässigen Handwerkerfamilie geboren. Seiner Schwester zufolge war er ein „sehr sensibler“ Junge. Er besuchte das Vaihinger Hegel-Gymnasium, bis er in der achten Klasse wegen Disziplinlosigkeiten der Schule verwiesen wurde. Er absolvierte darauf eine private Handelsschule, schloss 1969 als Steuergehilfe ab und arbeitete in diesem Beruf im benachbarten Möhringen. Als er die Einberufung zum Wehrdienst ignorierte, führten Feldjäger ihn zur Kaserne ab. Später erreichte er seine Anerkennung als Kriegsdienstverweigerer.

### Kontakt mit der RAF
Anfang der 1970er Jahre zog Stoll mit seiner Ehefrau und der gemeinsamen Tochter in die Wohngemeinschaft Birkendörfle unterhalb des Killesberg, zu der auch Volker und Angelika Speitel gehörten. Im Rahmen der Roten Hilfe setzte Stoll sich für Erleichterung der Haftbedingungen von RAF-Häftlingen ein und fungierte als Betreuer von in der Justizvollzugsanstalt Stuttgart-Stammheim inhaftierten RAF-Mitgliedern. Er lernte den Rechtsanwalt Klaus Croissant kennen und wurde Angestellter seiner Kanzlei, was ihm den entscheidenden Impuls gab, sich der RAF weiter anzunähern.

### Erste Straftaten
Am 30. Oktober 1974 beteiligte sich Stoll, wie mehrere andere spätere RAF-Mitglieder, an der Besetzung des Hamburger Büros von Amnesty International, um gegen die Haftbedingungen von RAF-Mitgliedern zu protestieren. Ebenfalls 1974 beging er einen fehlgeschlagenen Molotowcocktail-Anschlag auf das Stuttgarter Ärztekammer-Haus. Ende 1976 ging er in den Untergrund und verließ seine Familie.
Stoll war vermutlich am 1. Juli 1977 gemeinsam mit Knut Folkerts an einem Überfall auf ein Waffengeschäft in Frankfurt beteiligt. Die Tat war wohl ein Teil der Vorbereitungen zur Entführung des Arbeitgeberpräsidenten Hanns Martin Schleyer.

### Schleyer-Entführung und Tod
Nach Erkenntnissen, die sich aus Aussagen von Peter-Jürgen Boock und anderen Tatbeteiligten ergeben, war Stoll an der Entführung und Ermordung Schleyers und der Ermordung der vier Begleitpersonen unmittelbar beteiligt.
Am 6. September 1978 wurde er beim Besuch des damaligen Chinarestaurants „Shanghai“, Oststraße 156 in Düsseldorf (51° 13′ 12,3″ N, 6° 47′ 5″ O), von anderen Gästen erkannt, die sofort die Polizei verständigten. Als Zivilfahnder ihn kontrollieren wollten, zog er eine Waffe und wurde daraufhin von einem Polizisten mit vier Schüssen lebensgefährlich getroffen. Er starb, bevor er die Universitätsklinik erreichte.
Es gibt Hinweise darauf, dass sich Stoll aufgrund seiner Teilnahme an der Ermordung der Begleiter Schleyers und der nachfolgenden Ereignisse des Jahres 1977 psychisch verändert und innerlich von der RAF distanziert hatte. Daher äußerte Peter-Jürgen Boock später die Vermutung, er habe die Situation in Düsseldorf und die Schüsse der Polizei in suizidaler Absicht provoziert.

## Beisetzung
Stolls Leichnam wurde von Düsseldorf nach Stuttgart überführt. Für den Fall seines Todes hatte er sich eine Beisetzung auf dem Dornhaldenfriedhof an der Grabstätte gewünscht, wo 1977 nach Fürsprache von Oberbürgermeister Manfred Rommel die RAF-Terroristen Andreas Baader, Gudrun Ensslin und Jan-Carl Raspe beigesetzt worden waren. Rommel bat Stolls Familie jedoch, ihn im Stillen auf dem Alten Friedhof in Stuttgart-Vaihingen beizusetzen. Die Angehörigen entsprachen Rommels Wunsch, infolge einer Indiskretion eines Bestattungsmitarbeiters erschienen zur Beisetzung am 9. September jedoch viele Pressevertreter und Schaulustige.

## Rezeption
Die Band Clowns & Helden widmete 1986 auf ihrem gleichnamigen Album den Song "Willi Peter Stoll" der Frage, was für ein Mensch Stoll war.